# Dmitrij Szaveljevics Suvajev
Dmitrij Suvajev (oroszul: Дмитрий Савельевич Шуваев; 1854. október 24. [régi orosz naptár szerint december 10.] – 1937. december 19.) orosz katonai vezető, tábornok, az Orosz Birodalom hadügyminisztere 1916 végén és 1917 elején.

## Élete
Dmitrij Szaveljevics Suvajev 1854. december 24-én (a Julián naptár szerint december 10-én) az Orenburgi kormányzóságban, nemesi család sarjaként.
Az  Alekszandrovszkij Katonai Iskolát 1872-ben végezte el, majd 1873-1875 között Közép-Ázsiában szolgált. 1879-ben a novocserkasszki kozák kadét iskola adjunktusa, majd 1885 februárjától annak a vezetője. 1905 januárjában már az 5. gyalogsági hadosztály, majd 1908-ban a 2. kaukázusi hadtest parancsnoka.
Ezek után különböző hivatali posztokat töltött be, tevékenyen részt vállalt az orosz hadsereg modernizálási folyamataiban.
1916. március 15-én kinevezték az Orosz Birodalom hadügyminiszterének, Alekszej Polivanov tábornok utódjául. Ezt a posztot 1917. januárjáig töltötte be, de lemondása után is tagja maradt az Államtanácsnak.
Az 1917-es októberi bolsevik forradalom kirobbanása után a Cseka letartóztatta, mint királyi minisztert, de végül szabadon engedték. Átállt a vörösök oldalára és a Vörös Hadsereg egyik katonai iskolájában foglalt el oktatói állást. 1920-ban vezérkari főnöke és a parancsnoka lett a 4. hadseregnek. 1922-ben a petrográdi katonai körzet parancsnoka.
Az 1920-as évek végén nyugállományba vonult és Lipeckben élt. A sztálini tisztogatások őt sem kerülték el. Indokolatlanul letartóztatta az NKVD és nem sokkal ezután koholt vádak alapján elítélték és agyonlőtték.
Később, 1956-ban posztumusz rehabilitálták.

## Fontosabb kitüntetései
- Szent Szaniszló Rend 1., 2. osztálya kardokkal és a 3. osztálya kardokkal és briliánsokkal
- Szent Anna Rend 1., 2., 4. osztálya, 3. osztálya kardokkal és briliánsokkal
- Szent Vlagyimir Rend 2., 3., 4. osztálya